# 続・兵隊やくざ
『続・兵隊やくざ』（ぞく へいたいやくざ）は、1965年8月14日公開の日本映画。製作は大映。

## キャスト
- 大宮貴三郎：勝新太郎
- 有田上等兵：田村高廣
- 染子(芸者)：水谷良重（現・水谷八重子 (2代目)）
- 緒方恭子(看護婦)：小山明子
- 江崎軍曹(第三中隊)：芦屋雁之助
- 青竹軍曹(第三中隊)：芦屋小雁
- 多久島中尉：須賀不二男
- 黒住兵長：五味龍太郎
- 岩波曹長：睦五郎
- 八木曹長：上野山功一
- 憲兵伍長：杉田康
- 女：毛利郁子
- 北川上等兵(元力士)：阿部脩
- 野上伍長：堀北幸夫
- 病棟医長：玉置一恵
- 緒方一等兵(恭子の弟)：酒井修三
- やり手婆：小林加奈枝
- 中国の老人：石原須磨男
- 志賀明
- 加賀美健一
- 勝村淳
- 砂洋二
- 布月真爾
- 伴勇太郎
- 森内一夫
- 香住巌
- 暁新二郎
- 松田剛武
- 花村秀樹
- 国枝勢津子
- 中国の少女：伊角静江

## スタッフ
- 監督：田中徳三
- 企画：久保寺生郎
- 原作：有馬頼義
- 脚本：舟橋和郎
- 撮影：武田千吉郎
- 録音：奥村雅弘
- 照明：中岡源権
- 美術：内藤昭
- 音楽：小杉太一郎
- 編集：山田弘
- 装置：山本佐一郎
- 技斗：宮内昌平
- 音響効果：倉嶋暢
- 助監督：太田昭知
- 制作主任：田辺満

## 同時上映
- 『若親分出獄』

## 映像ソフト
2012年7月20日、角川書店からDVDが発売された。